# 安·鲁尔

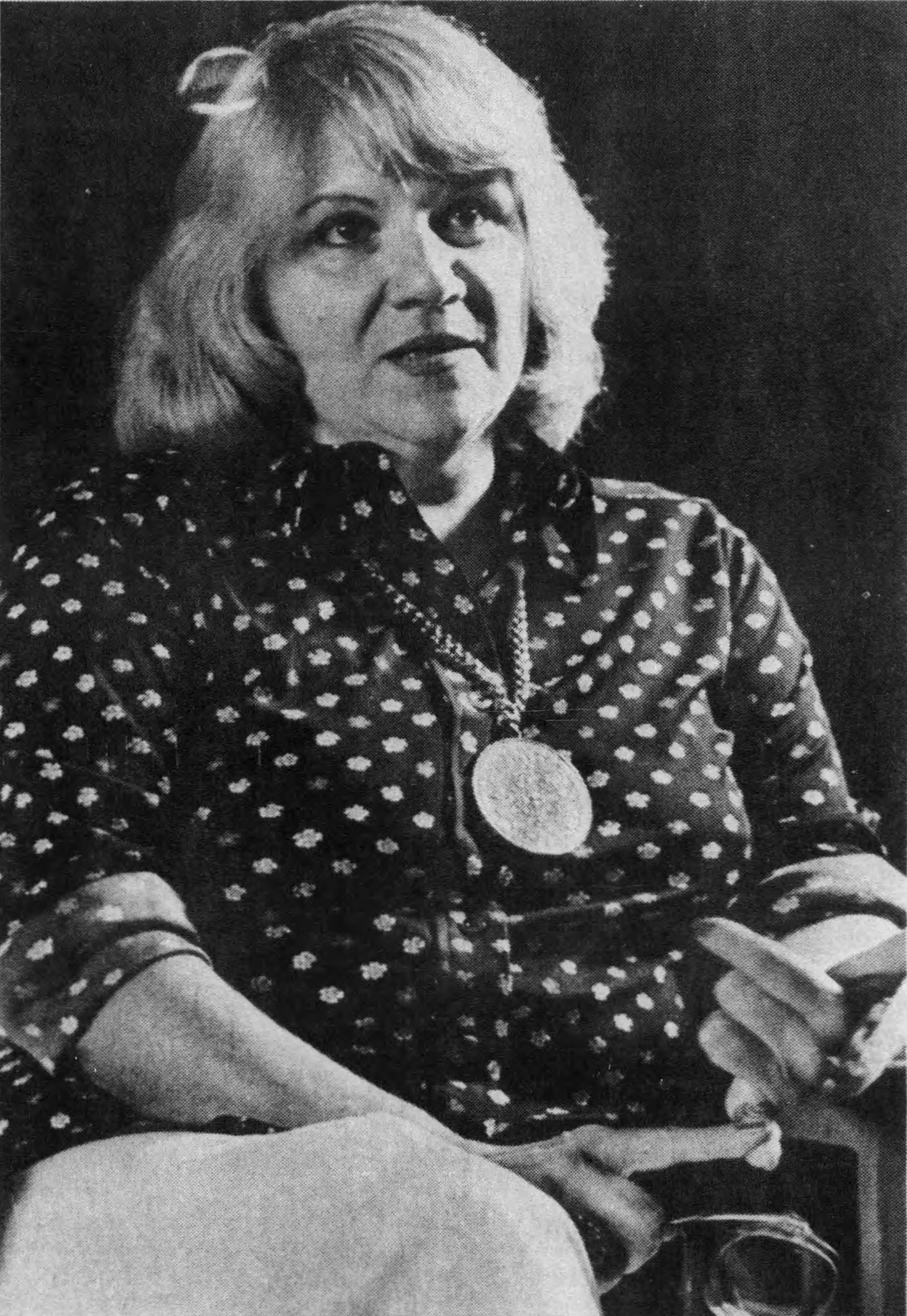
安·鲁尔

安·雷·鲁尔 (1931年10月22日 - 2015年7月26日) 是一位美国真實犯罪類作品作家。她曾寫過一本關於连环杀手泰德·邦迪事跡的作品，鲁尔曾与泰德·邦迪一起共事，她起初把泰德·邦迪當成是自己的朋友，但后来却发现他是一名殺手。鲁尔 一生共写了30多本真實犯罪類的书。鲁尔的许多著作都以太平洋西北地区和她的第二故乡华盛顿州的谋杀案为主題。 